# Мечеть Омара (Иерусалим)
Не путать с Куполом Скалы, который иногда ошибочно называют «мечетью Омара».
Мечеть Омара (ивр. מסגד עומר‎, араб. مسجد عمر‎) расположена в Христианском квартале в Иерусалиме, напротив храма Гроба Господня, с северной стороны площади перед главным входом в храм.

## История
После Осады Иерусалима армией рашидов под командованием Абу Убайды ибн аль-Джарры, Софроний Иерусалимский отказался сдаться всем, кроме халифа Омара. Омар поехал в Иерусалим и принял сдачу. Он тогда посетил Храм гроба Господня, куда Софроний Иерусалимский пригласил его помолиться, но он отказался, объяснив что в этом случае его последователи захотят превратить эту церковь в мечеть. Вместо этого он молился снаружи во внутреннем дворе. Мечеть Омара была построена в её текущей форме султаном айюбидов Саладином в 1189 году. У мечети есть минарет 15 метров высотой, который был построен до 1465 года и был отремонтирован султаном Абдул Хамидом II (1839—1860)*.